# Cuartelez (Nuevo México)
Cuartelez es un lugar designado por el censo ubicado en el condado de Santa Fe en el estado estadounidense de Nuevo México. En el Censo de 2010 tenía una población de 469 habitantes y una densidad poblacional de 132,76 personas por km².

## Geografía
Cuartelez se encuentra ubicado en las coordenadas 35°59′34″N 106°1′11″O / 35.99278, -106.01972. Según la Oficina del Censo de los Estados Unidos, Cuartelez tiene una superficie total de 3.53 km², de la cual 3.53 km² corresponden a tierra firme y (0%) 0 km² es agua.

## Demografía
Según el censo de 2010, había 469 personas residiendo en Cuartelez. La densidad de población era de 132,76 hab./km². De los 469 habitantes, Cuartelez estaba compuesto por el 53.3% blancos, el 0% eran afroamericanos, el 2.35% eran amerindios, el 0% eran asiáticos, el 0% eran isleños del Pacífico, el 37.31% eran de otras razas y el 7.04% pertenecían a dos o más razas. Del total de la población el 90.83% eran hispanos o latinos de cualquier raza.